# Jahreszeit der Monster
Jahreszeit der Monster (Szörnyek évadja) ist ein ungarischer Spielfilm des Filmemachers Miklós Jancsó aus dem Jahr 1986. Anders als die meisten Filme Jancsós, die gänzlich in einer vergangenen Epoche angesiedelt sind, spielt sich dieser zunächst in der zeitgenössischen Gegenwart und in Budapest ab. Bald wird die Handlung wieder wie in vielen Filmen des Regisseurs in die Puszta verlegt, mit den üblichen Motiven wie Tanz, Gesang und brennenden Kerzen. Ein neues Stilelement stellt die Vielzahl von im Raum verteilten Videobildschirmen dar. Jahreszeit der Monster wurde auf den Filmfestspielen von Venedig 1987 gezeigt.

## Handlung
Ein amerikanischer Professor Komondi ungarischer Abstammung kehrt nach Ungarn zurück. Man findet ihn in Budapest im Hotelzimmer tot auf. Er hat einen Brief an einen Freund hinterlassen. Anlass seiner Reise ist das Geburtstagsfest des alten Professors Kovács auf einem Landgut, zu dem viele seiner ehemaligen Schüler kommen, inzwischen arrivierte Persönlichkeiten des gesellschaftlichen Lebens. Zwischen Komondi und Dr. Bardócz entspinnt sich ein Widerstreit der Weltanschauungen. Komondi vertritt den Egalitarismus, während Dr. Bardócz einem elitären Denken das Wort redet. Auch die anwesenden Gäste nehmen Partei.

## Kritik
In Positif hieß es, was bei anderen Regisseuren als normal betrachtet werde, kreideten viele Kritiker Jancsó an. Der Film sei „schwierig und schön“ und „zweifellos“ ein Kandidat für Cannes. In den Cahiers du cinéma bescheinigte Pascal Bonitzer dem Film Geschmacksirrtümer und Wiederholungen wie bei einem Kind, das ein neues Spielzeug entdeckt, hier das Zum-Brennen-Bringen des Wassers eines Sees mittels Phosphor. Zahlreiche Figuren, Thesen und Anspielungen flirrten rasch durch den Film und riefen unwahrscheinliche Ereignisse hervor. „Es ist trotzdem wundervoll.“ Zwar könne man nicht alle Erscheinungen dechiffrieren, was aber auch nicht nötig sei, um das Werk eindrücklich zu finden. Der International Film Guide 1988 nannte zwar den Anfang eindrücklich, danach aber wechselt die Handlung in die Puszta, „als sei der Regisseur in den letzten zwanzig Jahren nicht vorangekommen“. Da stecke der Film voller Klischees: nackte Frauen, gewalttätige Männer, brennende Kerzen, lange Monologe, Prozessionen und Helikopter. Neu sei, dass Autos die Pferde ersetzen.